# W-25
W-25 — тральщик Імперського флоту Японії, який взяв участь у Другій світовій війні.
Корабель, який належав до типу W-19, спорудили у 1943 році на верфі в Куре.
Відомо, що в грудні 1943 — лютому 1944 W-25 переважно займався патрульно-ескортною службою в районі Сасебо (обернене до Східнокитайського моря узбережжя Кюсю). При цьому з 31 грудня по 10 січня тральщик також здійснив ескортний рейс до Шанхаю і назад (конвої SHI-111 та MO-501).
У другій половині лютого 1944-го корабель перейшов на східне узбережжя Хонсю, де продовжив патрульно-ескортну службу. При цьому 25—27 лютого та 7—9 квітня W-25 здійснював ескортування конвоїв № 3225 та «Хігасі-Мацу № 5» на початковій ділянці між Токійською затокою та островом Тітідзіма в архіпелазі Огасавара (далі обидва конвої попрямували на Маріанські острови). 22—27 травня тральщик провів до Тітітдзіми конвой № 3523, а 30 травня рушив назад з конвоєм № 4530B.
28 червня — 2 липня 1944-го W-25 пройшов до островів Огасавара з черговим конвоєм № 3628. 4 липня по Тітідзімі завдало удару американське авіаносне угруповання, яке потопило кілька кораблів та суден, серед яких опинився й W-25.